# Çanakkale Belediye Spor Kulübü 2014-2015
Questa voce raccoglie le informazioni riguardanti il Çanakkale Belediye Spor Kulübü nella stagione 2014-2015.

## Organigramma societario
Area direttiva
- Presidente: İsmet Güneşhan

Area tecnica
- Allenatore: Üzeyir Özdurak
- Assistente allenatore: Volkan Güç, Ceyhun Persek
- Statistico: Gökhan Egeli

## Rosa
| N° | Nome             | Ruolo | Data di nascita  | Nazionalità sportiva |
| -- | ---------------- | ----- | ---------------- | -------------------- |
| 1  | Ceren Çağlar     | C     | 29 novembre 1992 | Turchia              |
| 2  | Esra Tınığ       | L     | 25 gennaio 1992  | Turchia              |
| 3  | Nilay Sevinç     | P     | 17 agosto 1998   | Turchia              |
| 4  | Romina Lamas     | P     | 29 agosto 1978   | Spagna               |
| 5  | Eda Özdurak      | S     | 9 settembre 1996 | Turchia              |
| 6  | Simge Aköz       | L     | 23 aprile 1991   | Turchia              |
| 7  | Jana Matiašovská | S     | 7 luglio 1987    | Azerbaigian          |
| 8  | Gamze Gülcan     | C     | 16 agosto 1983   | Turchia              |
| 9  | Ebru Ceylan      | S     | 26 maggio 1987   | Turchia              |
| 10 | Aslı Köprülü     | S     | 28 marzo 1986    | Turchia              |
| 11 | Kinga Kasprzak   | S     | 12 giugno 1987   | Polonia              |
| 12 | Merve Tanıl      | P     | 22 febbraio 1990 | Turchia              |
| 13 | Hande Korkut     | C     | 28 ottobre 1990  | Turchia              |
| 14 | Zeliha Barut     | S     | 30 maggio 1988   | Turchia              |
| 15 | Selin Uygur      | C     | 18 agosto 1992   | Turchia              |
| 16 | Elżbieta Nykiel  | S     | 6 luglio 1983    | Polonia              |
| 17 | Ceyda Aktaş      | O     | 18 agosto 1994   | Turchia              |

## Mercato
| Acquisti | Acquisti         | Acquisti         | Acquisti   |
| R.       | Nome             | da               | Modalità   |
| -------- | ---------------- | ---------------- | ---------- |
| C        | Ceren Çağlar     | Yeşilyurt        | definitivo |
| L        | Esra Tınığ       | Yeşil Bayramiç   | definitivo |
| P        | Nilay Sevinç     | giovanili        | definitivo |
| P        | Romina Lamas     | İqtisadçı        | definitivo |
| S        | Eda Özdurak      | Yeşilyurt        | definitivo |
| L        | Simge Aköz       | Yeşilyurt        | definitivo |
| C        | Gamze Gülcan     | İlbank           | definitivo |
| S        | Ebru Ceylan      | Arkas            | definitivo |
| C        | Aslı Köprülü     | Halkbank         | definitivo |
| S        | Kinga Kasprzak   | Shanghai         | definitivo |
| P        | Merve Tanıl      | Yeşilyurt        | definitivo |
| C        | Hande Korkut     | Rota Koleji      | definitivo |
| S        | Zeliha Barut     | ?                | definitivo |
| S        | Elżbieta Nykiel  | Dąbrowa Górnicza | definitivo |
| O        | Ceyda Aktaş      | Beşiktaş         | definitivo |
| S        | Jana Matiašovská | Atom Trefl Sopot | definitivo |
| C        | Selin Uygur      | Yeşilyurt        | definitivo |

| Cessioni | Cessioni            | Cessioni            | Cessioni   |
| R.       | Nome                | a                   | Modalità   |
| -------- | ------------------- | ------------------- | ---------- |
| P        | Pelin Çelik         | Beşiktaş            | definitivo |
| S        | Ece Hocaoğlu        | Yeşilyurt           | definitivo |
| O        | Ivana Nešović       | Železničar Lajkovac | definitivo |
| S        | Ayşe Kılıç          | Balıkesir BB        | definitivo |
| C        | Duygu Sipahioğlu    | Bolu                | definitivo |
| C        | Ebru Mandacı        | Maltepe             | definitivo |
| C        | Selin Doğan         | Balıkesir BB        | definitivo |
| S        | Jovana Vesović      | Olympiakos          | definitivo |
| S        | Ecem Alıcı          | Maltepe             | definitivo |
| P        | Cansu Aydınoğulları | İdman Ocağı         | definitivo |
| L        | Funda Bilgi         | -                   | ritirata   |
| L        | Müge Ocakçı         | Bartın Polis Gücü   | definitivo |
| C        | Vesna Čitaković     | Beşiktaş            | definitivo |
| S        | Burcu Bircan        | Merinos             | definitivo |
| S        | Aslı Köprülü        | Seramiksan          | definitivo |
| S        | Kinga Kasprzak      | -                   | inattiva   |

## Risultati

### Voleybol 1. Ligi

#### Regular season

##### Andata
| 1ª giornata - 25 ottobre 2014 BJK Akatlar Arena, Istanbul             | Beşiktaş    | 1 - 3 | Çanakkale   | 25-20, 26-28, 23-25, 17-25        |
| 2ª giornata - 1 novembre 2014 Anafartalar Spor Salonu, Çanakkale      | Çanakkale   | 0 - 3 | Nilüfer     | 24-26, 24-26, 15-25               |
| 3ª giornata - 4 novembre 2014 Anafartalar Spor Salonu, Çanakkale      | Çanakkale   | 3 - 0 | Sarıyer     | 25-13, 25-22, 25-23               |
| 4ª giornata - 8 novembre 2014 TVF 50. Yıl Spor Salonu, Istanbul       | Galatasaray | 3 - 0 | Çanakkale   | 25-16, 25-7, 27-25                |
| 5ª giornata - 15 novembre 2014 Anafartalar Spor Salonu, Çanakkale     | Çanakkale   | 2 - 3 | İdman Ocağı | 19-25, 23-25, 25-18, 25-15, 15-17 |
| 6ª giornata - 22 novembre 2014 Cengiz Göllü Kapalı Spor Salonu, Bursa | Bursa BB    | 3 - 0 | Çanakkale   | 25-14, 25-23, 25-19               |
| 7ª giornata - 29 novembre 2014 Anafartalar Spor Salonu, Çanakkale     | Çanakkale   | 0 - 3 | Eczacıbaşı  | 16-25, 13-25, 13-25               |
| 8ª giornata - 2 dicembre 2014 Burhan Felek Spor Salonu, Istanbul      | VakıfBank   | 3 - 0 | Çanakkale   | 25-17, 25-16, 25-16               |
| 9ª giornata - 6 dicembre 2014 Anafartalar Spor Salonu, Çanakkale      | Çanakkale   | 3 - 1 | İlbank      | 25-23, 24-26, 25-23, 25-16        |
| 10ª giornata - 13 dicembre 2014 Yeşilyurt Spor Salonu, Istanbul       | Yeşilyurt   | 1 - 3 | Çanakkale   | 14-25, 14-25, 30-28, 18-25        |
| 11ª giornata - 20 dicembre 2014 Anafartalar Spor Salonu, Çanakkale    | Çanakkale   | 0 - 3 | Fenerbahçe  | 22-25, 15-25, 20-25               |

##### Ritorno
| 12ª giornata - 14 gennaio 2015 Anafartalar Spor Salonu, Çanakkale             | Çanakkale   | 3 - 1 | Beşiktaş    | 25-13, 19-25, 28-26, 25-11        |
| 13ª giornata - 18 gennaio 2015 Cengiz Göllü Kapalı Spor Salonu, Bursa         | Nilüfer     | 3 - 0 | Çanakkale   | 25-22, 25-23, 25-17               |
| 14ª giornata - 25 gennaio 2015 Bahçeköy Orman Fakültesi Spor Salonu, Istanbul | Sarıyer     | 3 - 1 | Çanakkale   | 25-21, 17-25, 25-22, 25-20        |
| 15ª giornata - 1 febbraio 2015 Anafartalar Spor Salonu, Çanakkale             | Çanakkale   | 1 - 3 | Galatasaray | 23-25, 25-23, 22-25, 24-26        |
| 16ª giornata - 8 febbraio 2015 Beşikdüzü Spor Salonu, Trebisonda              | İdman Ocağı | 3 - 0 | Çanakkale   | 27-25, 25-14, 25-21               |
| 17ª giornata - 15 febbraio 2015 Anafartalar Spor Salonu, Çanakkale            | Çanakkale   | 3 - 2 | Bursa BB    | 21-25, 25-14, 25-22, 24-26, 15-13 |
| 18ª giornata - 22 febbraio 2015 Eczacıbaşı Spor Salonu, Istanbul              | Eczacıbaşı  | 3 - 0 | Çanakkale   | 25-16, 25-16, 25-22               |
| 19ª giornata - 1 marzo 2015 Anafartalar Spor Salonu, Çanakkale                | Çanakkale   | 0 - 3 | VakıfBank   | 11-25, 19-25, 14-25               |
| 20ª giornata - 8 marzo 2015 Başkent Voleybol Salonu, Ankara                   | İlbank      | 1 - 3 | Çanakkale   | 25-15, 23-25, 21-25, 15-25        |
| 21ª giornata - 14 marzo 2015 Anafartalar Spor Salonu, Çanakkale               | Çanakkale   | 3 - 1 | Yeşilyurt   | 25-18, 25-14, 23-25, 25-13        |
| 22ª giornata - 22 marzo 2015 Burhan Felek Spor Salonu, Istanbul               | Fenerbahçe  | 3 - 0 | Çanakkale   | 25-19, 25-20, 25-20               |

#### Play-out
| 1ª giornata - 27 marzo 2015 Sakarya Spor Salonu, Sakarya           | Çanakkale | 3 - 0 | Yeşilyurt | 25-14, 25-12, 25-12              |
| 2ª giornata - 28 marzo 2015 Sakarya Spor Salonu, Sakarya           | Beşiktaş  | 1 - 3 | Çanakkale | 18-25, 25-23, 20-25, 22-25       |
| 3ª giornata - 29 marzo 2015 Sakarya Spor Salonu, Sakarya           | Çanakkale | 2 - 3 | İlbank    | 21-25, 19-25, 25-19, 27-25, 8-15 |
| 4ª giornata - 3 aprile 2015 Cengiz Göllü Kapalı Spor Salonu, Bursa | İlbank    | 3 - 2 | Çanakkale | 25-22, 25-21, 21-25, 20-25, 15-7 |
| 5ª giornata - 4 aprile 2015 Cengiz Göllü Kapalı Spor Salonu, Bursa | Çanakkale | 3 - 1 | Beşiktaş  | 25-21, 21-25, 25-13, 25-21       |
| 6ª giornata - 5 aprile 2015 Cengiz Göllü Kapalı Spor Salonu, Bursa | Yeşilyurt | 0 - 3 | Çanakkale | 23-25, 18-25, 20-25              |

### Coppa di Turchia

#### Fase a eliminazione diretta
| Quarti di finale (andata) - 19 novembre 2014 Anafartalar Spor Salonu, Çanakkale  | Çanakkale   | 0 - 3 | Galatasaray | 17-25, 23-25, 24-26        |
| Quarti di finale (ritorno) - 26 febbraio 2015 Burhan Felek Spor Salonu, Istanbul | Galatasaray | 3 - 1 | Çanakkale   | 25-16, 25-14, 21-25, 25-15 |

## Statistiche

### Statistiche di squadra
| Competizione     | Punti | In casa | In casa | In casa | In trasferta | In trasferta | In trasferta | Totale | Totale | Totale |
| Competizione     | Punti | G       | V       | P       | G            | V            | P            | G      | V      | P      |
| ---------------- | ----- | ------- | ------- | ------- | ------------ | ------------ | ------------ | ------ | ------ | ------ |
| Voleybol 1. Ligi | 24,5  | 11      | 5       | 6       | 11           | 3            | 11           | 28     | 12     | 16     |
| Coppa di Turchia | -     | 1       | 0       | 1       | 1            | 0            | 1            | 2      | 0      | 2      |
| Totale           | -     | 12      | 5       | 7       | 12           | 3            | 12           | 30     | 12     | 18     |

G = partite giocate; V = partite vinte; P = partite perse

### Statistiche dei giocatori
| Giocatore      | Campionato | Campionato | Campionato | Campionato | Campionato | Coppa di Turchia | Coppa di Turchia | Coppa di Turchia | Coppa di Turchia | Coppa di Turchia | Totale | Totale | Totale | Totale | Totale |
| Giocatore      | P          | PT         | AV         | MV         | BV         | P                | PT               | AV               | MV               | BV               | P      | PT     | AV     | MV     | BV     |
| -------------- | ---------- | ---------- | ---------- | ---------- | ---------- | ---------------- | ---------------- | ---------------- | ---------------- | ---------------- | ------ | ------ | ------ | ------ | ------ |
| S. Aköz        | 26         | 0          | 0          | 0          | 0          | 2                | 1                | 1                | 0                | 0                | 28     | 1      | 1      | 0      | 0      |
| C. Aktaş       | 28         | 235        | 183        | 31         | 21         | 2                | 20               | 16               | 3                | 1                | 30     | 255    | 199    | 34     | 22     |
| Z. Barut       | 5          | 4          | 1          | 2          | 1          | 1                | 0                | 0                | 0                | 0                | 6      | 4      | 1      | 2      | 1      |
| C. Çağlar      | 15         | 35         | 20         | 6          | 9          | 2                | 6                | 5                | 1                | 0                | 17     | 41     | 25     | 7      | 9      |
| E. Ceylan      | 21         | 88         | 68         | 9          | 11         | 2                | 5                | 5                | 0                | 0                | 23     | 93     | 73     | 9      | 11     |
| G. Gülcan      | 21         | 101        | 62         | 31         | 8          | 2                | 4                | 3                | 0                | 1                | 23     | 105    | 65     | 31     | 9      |
| K. Kasprzak    | 5          | 52         | 45         | 5          | 2          | -                | -                | -                | -                | -                | 5      | 52     | 45     | 5      | 2      |
| A. Köprülü     | 6          | 21         | 17         | 3          | 1          | 1                | 9                | 8                | 1                | 0                | 7      | 30     | 25     | 4      | 1      |
| H. Korkut      | 27         | 162        | 98         | 46         | 18         | 1                | 1                | 0                | 1                | 0                | 28     | 163    | 98     | 47     | 18     |
| R. Lamas       | 26         | 70         | 21         | 21         | 28         | 2                | 3                | 1                | 1                | 1                | 28     | 73     | 22     | 22     | 29     |
| J. Matiašovská | 17         | 311        | 256        | 36         | 19         | 1                | 12               | 11               | 1                | 0                | 18     | 323    | 267    | 37     | 19     |
| E. Nykiel      | 27         | 379        | 334        | 26         | 19         | 2                | 20               | 17               | 1                | 2                | 29     | 399    | 351    | 27     | 21     |
| E. Özdurak     | 0          | 0          | 0          | 0          | 0          | 0                | 0                | 0                | 0                | 0                | 0      | 0      | 0      | 0      | 0      |
| N. Sevinç      | 1          | 0          | 0          | 0          | 0          | 0                | 0                | 0                | 0                | 0                | 1      | 0      | 0      | 0      | 0      |
| M. Tanıl       | 23         | 14         | 5          | 1          | 8          | 2                | 0                | 0                | 0                | 0                | 25     | 14     | 5      | 1      | 8      |
| E. Tınığ       | 4          | 0          | 0          | 0          | 0          | 0                | 0                | 0                | 0                | 0                | 4      | 0      | 0      | 0      | 0      |
| S. Uygur       | 13         | 85         | 48         | 29         | 18         | 1                | 7                | 3                | 4                | 0                | 14     | 92     | 51     | 33     | 18     |

P = presenze; PT = punti totali; AV = attacchi vincenti; MV = muri vincenti; BV = battute vincenti